# مناره امین

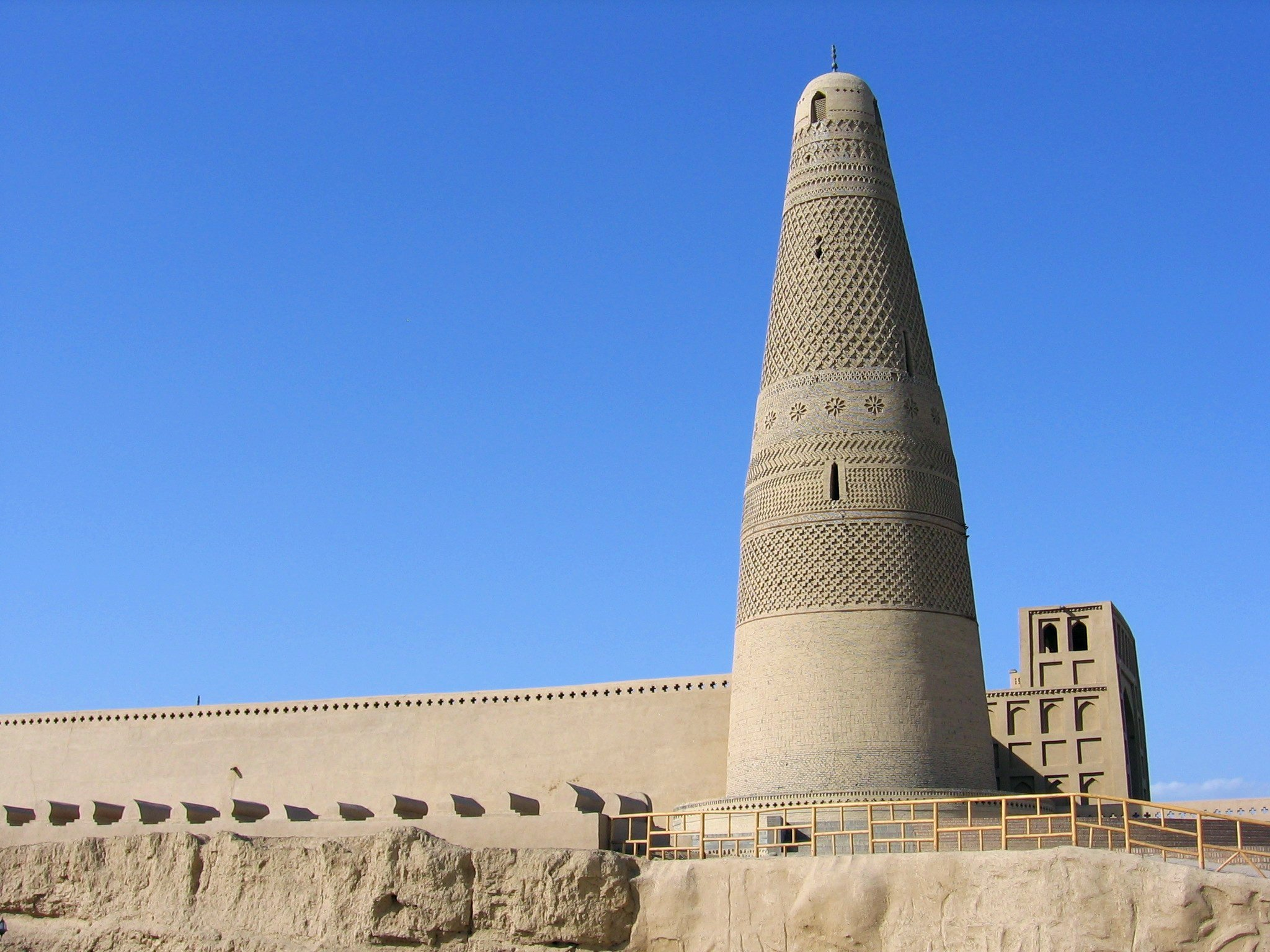
مناره امین

مناره امین در مسجد اویغورِ شهر تورفان در ایالت سین کیانگ چین، بلندترین مناره چین است، با طولی برابر ۴۴ متر. دودمان چینگ این ناحیه بزرگ مسلمان‌نشین را به سال ۱۷۵۰ میلادی به واسطه سلاح‌های برترش با شکست مغول‌ها و اویغور‌ها در سلسله جنگ‌هایی تسخیر کرد. از آن پس آنان با بردباری و احترام به دین اسلام بر مردمان محلی حکم راندند.
ساخت مناره به سال ۱۷۷۷ میلادی در زمان سلطنت امپراتور کیانلانگ آغاز شد و سال بعد پایان پذیرفت. این بنا به افتخار شهریار محلی امین خواجه ساخته و امین نامیده شد و هزینه اش را رهبر محلی پرداخت. مکان بنا در کنار جاده ابریشم است و نزدیک به غارهای هزار بودای بزکلیک.
بیابان‌های جنوب سین کیانگ سالیان دراز شرق و غرب آسیا را با راه‌های تاریخی شان مانند جاده ابریشم مرتبط می‌کردند و کناره‌های این راه‌ها مکان بیشتر بناهای مسلمانان در سین کیانگ است. این سرزمین سال‌ها مجرایی را فراهم می‌کرد برای تبادلات فرهنگی میان گروه‌های گوناگون قومی و مذهبی. منار امین مانند دیگر مساجد و مناره‌های ساخت اویغور‌ها بازتاب دهنده این تبادلات میان معماری اسلامی و بناهای بومی و سنتی اویغور هاست.

## توصیف

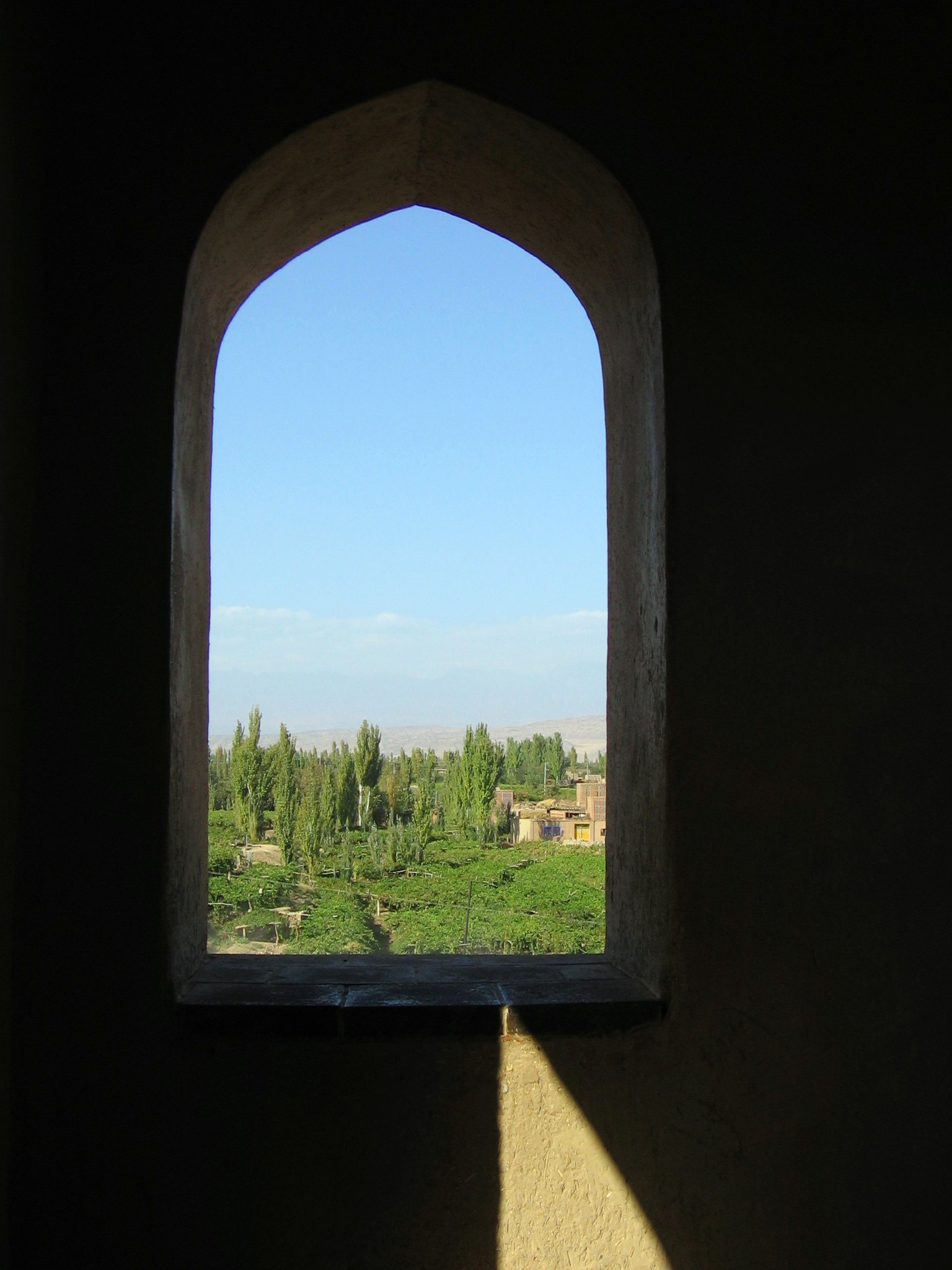
یکی از پنجره‌های مناره

بنا به وسیله صنعتگران محلی و مواد بومی ساخته شده. خود بنا از چوب و خشت ساخته شده‌است. در حقیقت گنبد اسلامی دوار، مخروطی و زیبایی است که کلفتی اش از ۱۴ متر در کف به ۲٫۸ متر در بالا کاهش می‌یابد. بیرون بنا پوشیده شده از خشت‌های زردرنگی که با افزایش ارتفاع پهنایشان کاهش می‌یابد. خشت‌های پر نقشی که برشان طرح‌های پیچیده، تکراری، هندسی و نمونه‌های کاشی گلدار مانند گل‌های ریز و لوزی حک شده‌است. این ترکیب طرح‌های اسلیمی و ختایی را تنها در مناره‌های چین می‌توان یافت. نمونه‌های هندسی بی همتا خاص معماری اسلامی هستند و غیر از بناهای اسلامی همانندی در معماری چینی ندارند. در طول بنا، برای فراهم آوردن تهویه و نور چندین پنجره کوچک رو به جاهای گوناگون ساخته شده. مناره هیچ نوشته‌ای ندارد. در داخل بنا ۷۲ پله مارپیچی برای رسیدن به بالای آن وجود دارد.
منار امین در جنوب شرق مسجد اویغور قرار گرفته که بنایی است شامل ایوان و محراب.

## نگارخانه

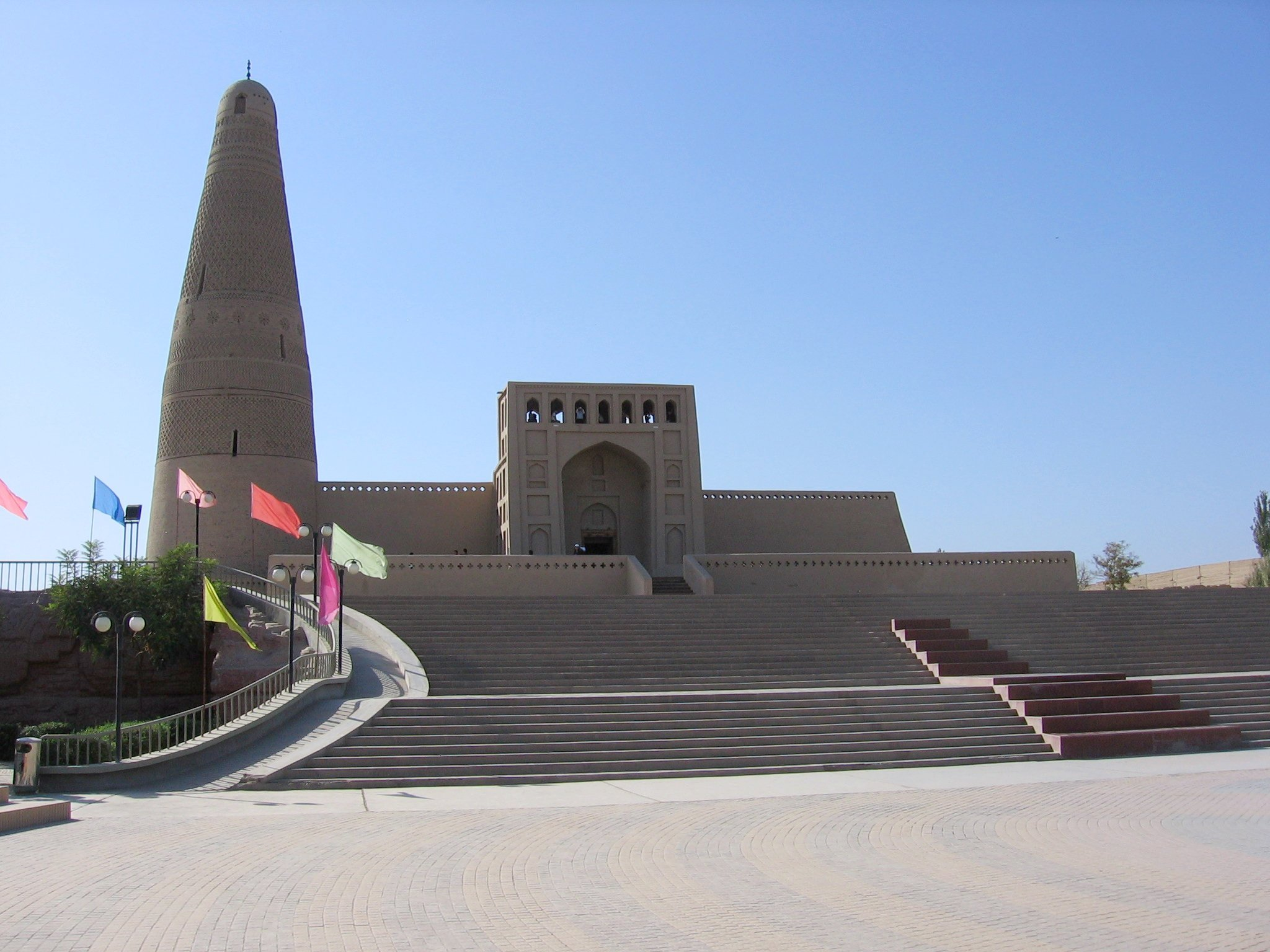
ورودی مسجد
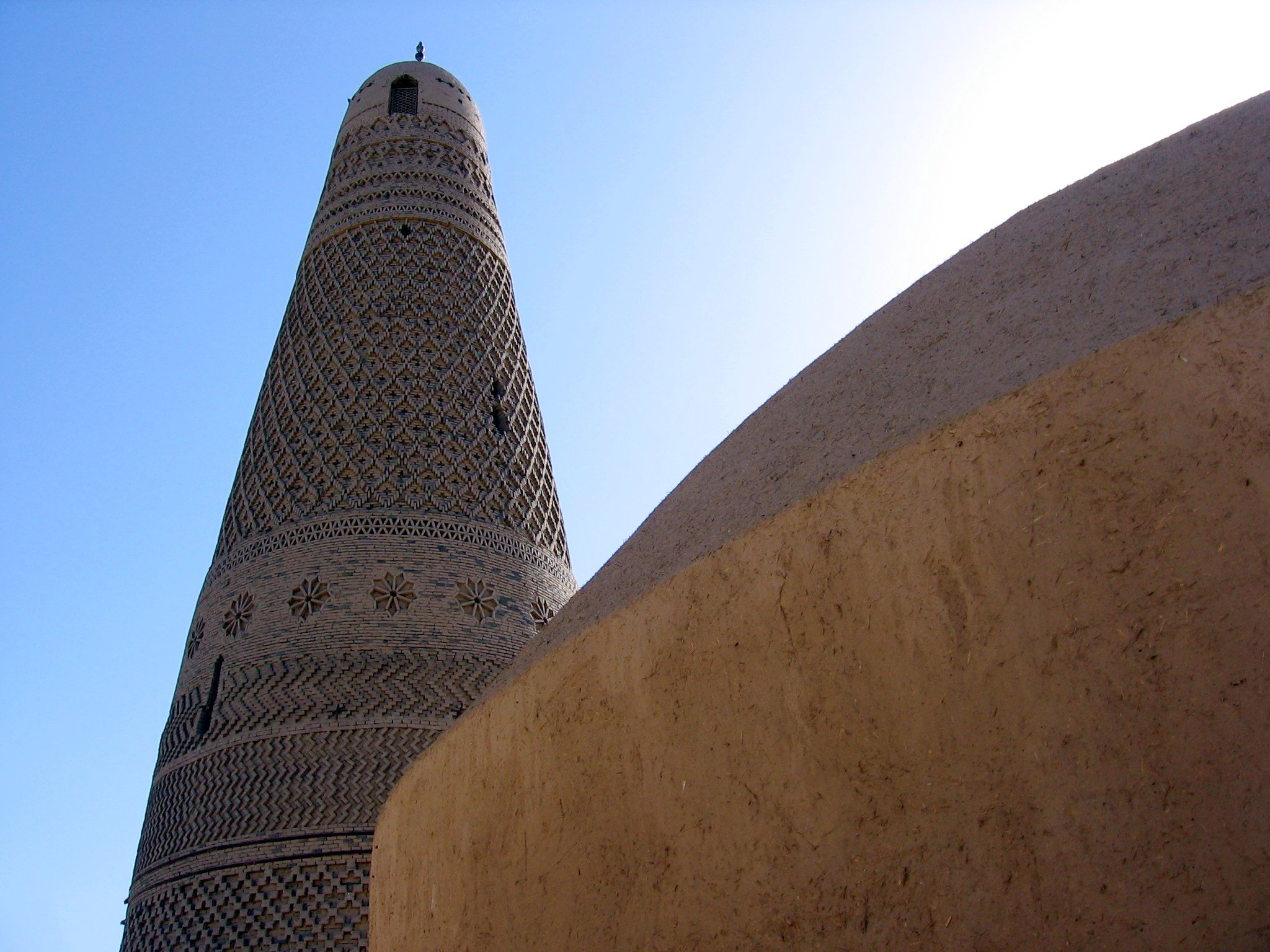
نمایی نزدیک
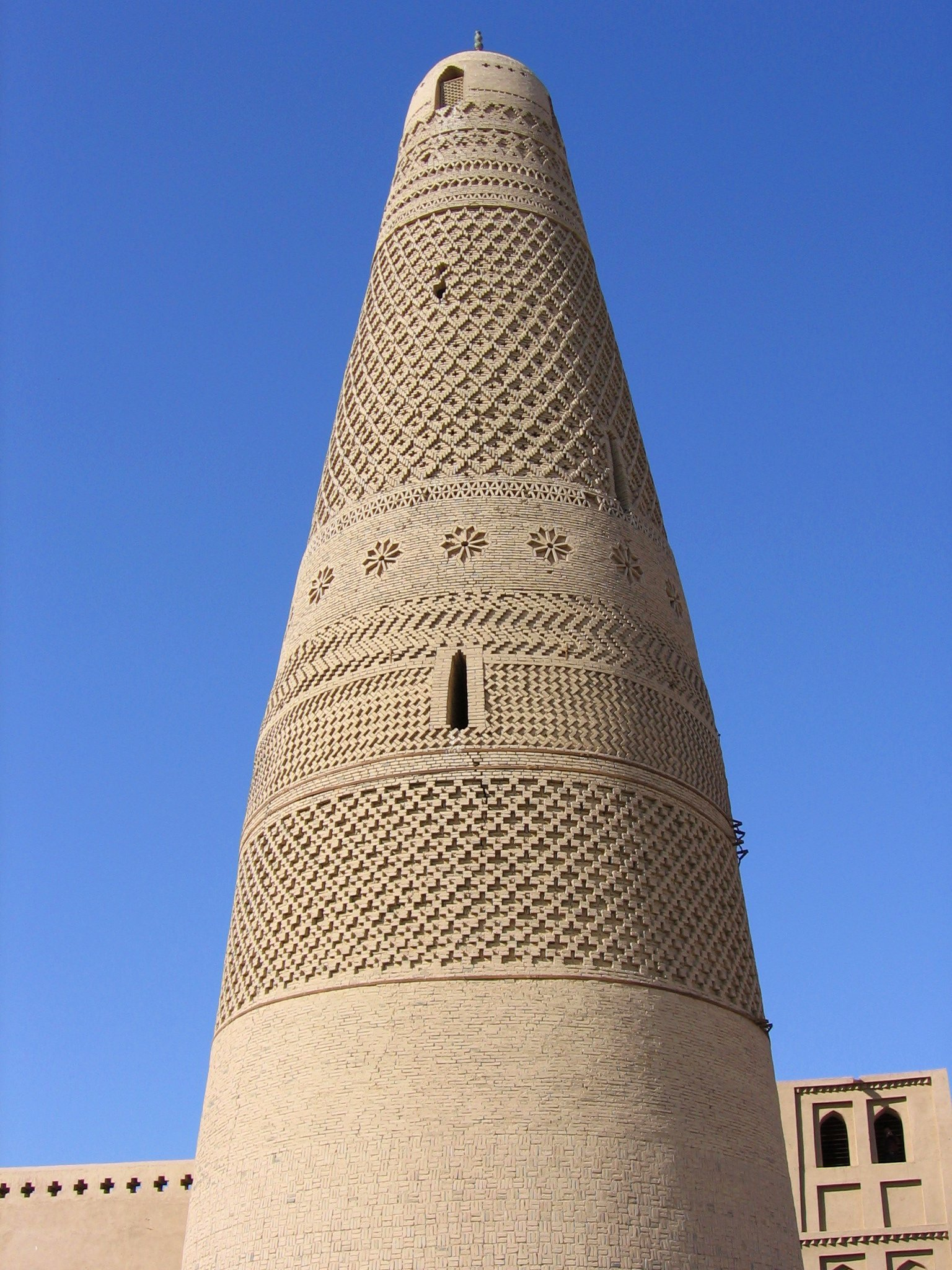
مناره امین
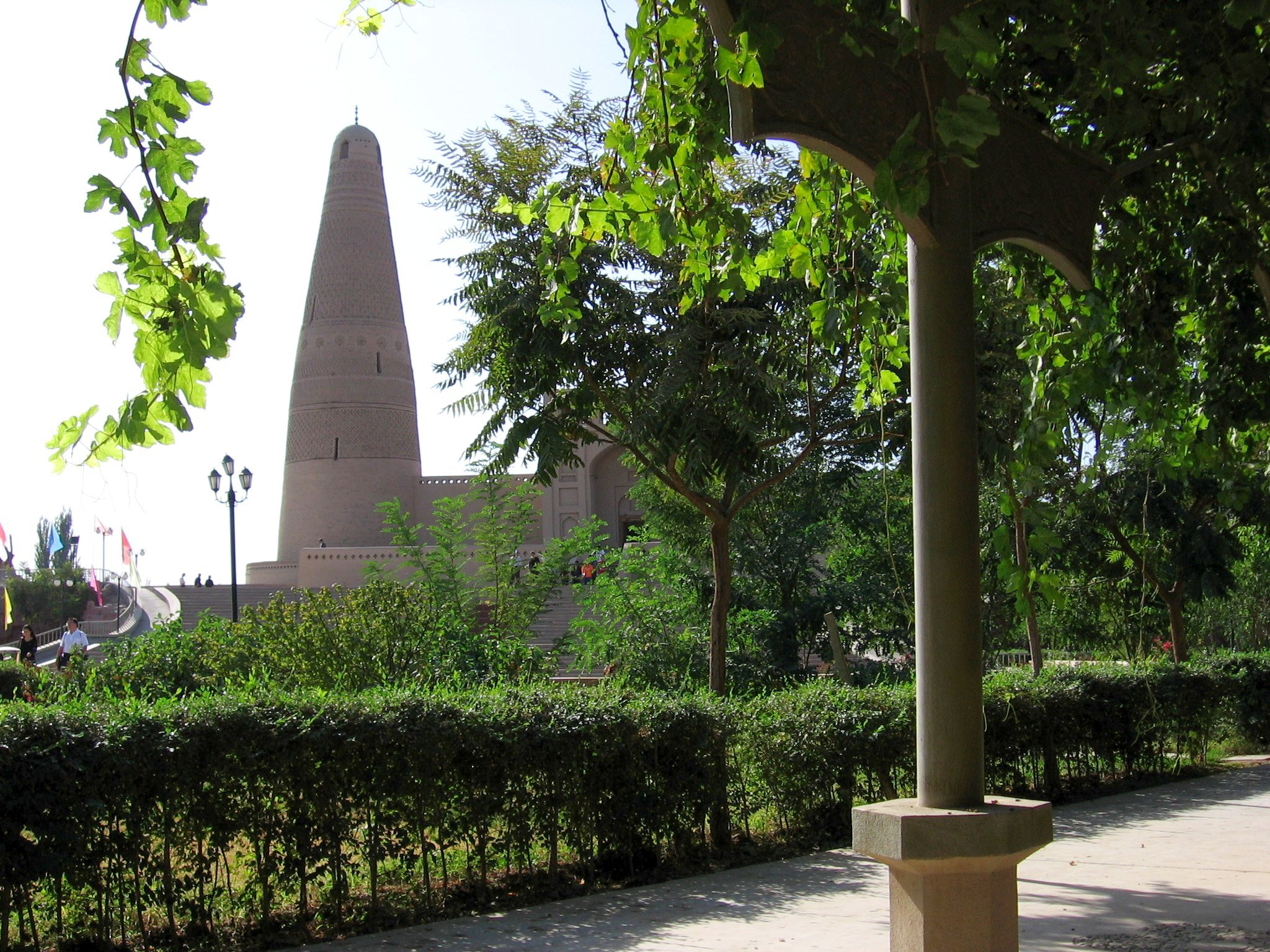
نما از باغ‌های اطراف